# 자동차체육단
자동차체육단(自動車體育團)은 조선민주주의인민공화국 1부 리그의 축구 클럽이다.

## 같이 보기
- 갈매기체육단